# Петковский, Тито
Тито Петковский (макед. Тито Петковски; родился 23 января 1945 года в селе Псача, община Крива-Паланка, Югославия) — македонский политик, бывший председатель Собрания Республики Македонии.

## Биография
При рождении Петковский назван был в честь Иосипа Броз Тито.
Тито Петковский окончил юридический факультет Университета в Скопье. Работал в городском суде Крива-Паланки, затем был юристом в Республиканском институте градостроительства и Исполнительном совете Скопье.
В 1986 году начал партийную карьеру в качестве секретаря городского комитета Союза коммунистов Македонии. Через два года стал секретарём ЦК СКМ. В 1990 году избран в Собрание и стал в нём вице-спикером. Затем ещё несколько раз избирался от Социал-демократического союза, а с 1996 по 1998 год занимал пост председателя Собрания Республики Македонии.
На президентских выборах в 1999 году Петковский был кандидатом от СДСМ. В первом туре он занял первое место с большим отрывом, получив 33 % голосов. Однако во втором туре проиграл кандидату от ВМРО-ДПМНЕ Борису Трайковскому, получив 45 % голосов.
В ноябре 2005 года Тито Петковский вышел из Социал-демократического союза и сформировал Новую социал-демократическую партию.